# Газове родовище
Га́зове родо́вище, Родо́вище приро́дного га́зу — сукупність газових покладів, приурочених до загальної ділянки поверхні і контрольованих одним структурним елементом.

## Вступ
Усього в світі відомо більше 10 тисяч газових родовищ, однак основні запаси газу зосереджені в невеликому числі унікальних (більше 1 трлн м³) і найбільших (0,1–1,0 трлн м³) газових і газоконденсатних родовищ.
За геологічним віком газоносність осадових порід розподіляється таким чином: у палеозойських відкладах — 23,5 %; в мезозойських — 65,5 % і у кайнозойських — 11,0 %. З піщаними колекторами пов'язано 76,3 % запасів, а з карбонатними — 23,7 %. Глинистими покришками контролюється 65,7 % запасів газу, соленосними — 34,3 %. Переважна більшість запасів газу зосереджена в пастках структурного типу.
Найбільші запаси природного газу зосереджені в надрах США, Норвегії, Канади, Мексики, Алжиру, Росії, Туркменистану, Індонезії.
Перше газове родовище в Європі було відкрите лише 1910 р., коли в передмістях Гамбурга була пробурена глибинна свердловина в пошуках питної води. Газ, що піднявся на поверхню з глибини близько 250 м, запалав і вирвався назовні у вигляді вогненних фонтанів, на які люди, що спостерігали за бурінням, зачаровано дивилися, як на унікальне диво природи. За період 1913—1930 роках на цьому родовищі було видобуто 250 млн м³ газу. Загалом з 1920-х років природний газ приходить на великі промислові підприємства.
Слід зазначити, що перші промислові нафтові родовища Європи відкрито в Україні в 1810 р., м. Борислав (Львівська область).

## Класифікація газових родовищ
За складом вуглеводнів:
- газові — відсутні важкі вуглеводні (метан — 95 — 98 %, відносна густина ∆ ≈ 0,56; при зниженні температури виділення рідких вуглеводнів не відбувається);
- газонафтові — сухий газ + рідкий газ (пропан-бутанова суміш) + газовий бензин С5+ (метан — 35 — 40 %, етан — 20 %, рідкий газ — 26 — 30 %, газовий бензин — 5 %, не вуглеводні — 8 — 13 %, відносна густина ∆ ≈ 1,1);
- газоконденсатні — сухий газ + конденсат (бензинова, гасова, лігроїнова й, іноді, масляна фракції) (метан — 75 — 90 %, етан — 5 — 9 %, рідкий газ — 2 — 5 %, газовий бензин — 2 — 6 %, не вуглеводні — 1 — 6 %, відносна густина ∆ ≈ 0,7 — 0,9);
- газогідратні — газ у твердому стані.

Газоконденсатних родовищ за фазовим станом:
- однофазні насичені — пластовий тиск рпл дорівнює тиску початку конденсації рк;
- однофазні ненасичені — рпл ˃ рк;
- двофазні — рпл ˂ рк;
- перегріті — пластова температура Тпл більша за критичну температуру конденсації (крикондентерму) Тmax.

Газоконденсатних родовищ за вмістом конденсату: Газоконденсатні родовища за змістом стабільного конденсату С5+ в 1 м³ пластового газу поділяються на такі групи:
- незначний вміст до 10 см³/м³;
- малий вміст від 10 до 150 см³/м³;
- середній вміст від 150 до 300 см³/м³;
- високий вміст від 300 до 600 см³/м³;
- дуже високий вміст понад 600 см³/м³.

Газових і газоконденсатних родовищ за вмістом нафти:
- поклади без нафтової облямівки або з облямівкою непромислового значення;
- поклади з нафтовою облямівкою промислового значення.

Родовищ за величиною початкового пластового тиску:
- низького тиску — до 6 МПа;
- середнього тиску — від 6 до 10 МПа;
- високого тиску — від 10 до 30 МПа;
- надвисокого тиску — понад 30 МПа.

Родовищ за дебітністю (максимально можливий робочий дебіт):
- низькодебітні — до 25 тис. м³/добу;
- малодебітні — 25 — 100 тис. м³/добу;
- середньодебітні — 100—500 тис. м³/добу;
- високодебітні — 500 — 1 000 тис. м³/добу;
- надвисокодебітні — понад 1 000 тис. м³/добу.

## Основна характеристика
Газові родовища бувають одно- і багатопластові (точніше багатопокладові й однопокладові).
У розрізі багатопластового газового родовища на одній площі є декілька газових покладів, розміщених один під одним на різній глибині. Деякі газові поклади мають самостійний газоводяний контакт (ГВК). Колектори можуть бути різної ґенези — кавернозними, міжґранулярними або тріщинними.
Переважна більшість газових родовищ знаходиться в зонах газонакопичення — склепінчасті підняття, внутрішньоплатформові западини, міжгірські западини, передгірські прогини і западини.
Поклади багатопластового газового родовища експлуатуються або роздільно свердловинами, пробуреними окремо на кожний горизонт, або спільно і свердловинами, які одночасно розкривають всі поклади. При роздільній експлуатації для зменшення кількості свердловин здійснюють експлуатацію із застосуванням роз'єднувачів (пакерів), які розділяють пласти — т. зв. сумісно-роздільна (одночасно-роздільна) експлуатація. В цьому випадку газ з нижнього горизонту окремо поступає у фонтанні труби, а з верхнього горизонту — в затрубний простір. Газові родовища розробляються без підтримування пластового тиску, на природному режимі. Чисто газові родовище мають у складі газу 94–99 % метану і незначну кількість етану, пропану; важчі вуглеводні здебільшого бувають у вигляді слідів. В газі газових родовищ спостерігаються домішки СО2, N2, Н2S, He.
Рівень річного відбору газу з родовища розраховують у кожному конкретному випадку на початковій стадії його освоєння, тобто на стадії створення проєкту дослідно-промислової експлуатації (ДПЕ) і складання техніко-економічного обґрунтування видобування газу. Далі в міру накопичення інформації за результатами ДПЕ рівні річного відбору газу з родовища уточнюються в проєктах і аналізах розробки родовища.

## Показники газовидобування
Як правило рівні річного відбору газу з родовищ становлять 2-4 % від видобувних запасів, по окремих родовищах-регуляторах рівень річного відбору газу з родовищ сягає 10 %, а в деяких випадках і більше.
З практики експлуатації родовищ випливає, що при режимі природного виснаження кінцевий коефіцієнт газовилучення становить 85-95 %, в той час як кінцевий коефіцієнт конденсатовилучення — 30-60 %, а за сприятливих факторів — до 75 %.
Основні фактори, які впливають на коефіцієнт газовилучення і режим експлуатації родовища: середньозважений за об'ємом порового простору пласта тиск; площинна і за розрізом пласта неоднорідність літологічного складу і фаціальна мінливість порід пласта; тип родовища (пластове, масивне); темп відбирання газу; охоплення пласта витісненням (при природному або примусовому діянні на пласт); розміщення свердловин на структурі і площі газоносності; стан розкриття пласта свердловиною і конструкція свердловини; види робіт з інтенсифікації роботи свердловин.